# Шок Чанг (покрајина)
Шок Чанг (покрајина) (виј. Soc Trang) је једна од 58 покрајина Вијетнама. Налази се у региону Делта Меконга. Заузима површину од 3.312,3 km². Према попису становништва из 2009. у покрајини је живело 1.292.853 становника. Главни град је Sóc Trăng.